# Expedice 71
Expedice 71 byla sedmdesátá první dlouhodobá mise na Mezinárodní vesmírné stanici (ISS). Tvořilo ji sedm astronautů a kosmonautů, kteří na stanici přiletěli v kosmických lodích Sojuz MS-24, SpaceX Crew-8 a Sojuz MS-25. Expedice začala 6. dubna 2024 a skončila 23. září 2024.

## Posádka
Expedice 71 na ISS začala 6. dubna 2024 v 03:54 UTC, v okamžiku odpojení kosmické lodi Sojuz MS-24. V té opustila ISS členka předchozí Expedice 70, americká astronautka Loral O'Harová, která ve stejné lodi o více než půl roku dříve na ISS také přiletěla. Vedle ní se v Sojuzu MS-24 po dvanáctidenním pobytu na stanici vrátila na Zemi i dvoučlenná 21. návštěvní posádka, která přiletěla 25. března 2024 v kosmické lodi Sojuz MS-25 – ruský kosmonaut Oleg Novickij a první běloruská kosmonautka Maryna Vasileuská.
Velitelem ISS byl od počátku Expedice 71 Oleg Kononěnko. Symbolický klíč od stanice převzal – už potřetí ve své vesmírné kariéře – od předchozího velitele Andrease Mogensena 10. března 2024, den před jeho odletem z ISS v lodi Crew Dragon Endurance před koncem mise SpaceX Crew-7. Mogensen byl držitelem klíče od 26. září 2023.
Expedici 71 tvořilo celkem 7 kosmonautů a astronautů, které na ISS dopravily celkem 3 kosmické lodi. Za zmínku stojí, že jde od první čistě rusko-americkou posádku stanice od Expedice 63 v roce 2020. Dva z jejích členů – kosmonauti Oleg Kononěnko a Nikolaj Čub – na stanici přiletěli 15. září 2023 v Sojuzu MS-24 jako součást Expedice 70, ale zatímco jejích spolucestující O'Harová stanici ve své lodi také opustila, oba Rusové zůstali i na celou Expedici 71. Kononěnko se později díky ročnímu pobytu ve vesmíru stal prvním člověkem v historii, který strávil na oběžné dráze v součtu více než 1000 dní – po svém čtvrtém, dosud posledním letu, měl na kontě 736 dní 18, hodin a 44 minut a byl na šestém místě tabulky kosmonautů a astronautů podle celkového času stráveného ve vesmíru. Na první místo se dostal už během Expedice 70 a na konci Expedice 71 a svého letu si do statistik zapsal 373 dní, 20 hodin a 14 minut a v součtu celkový rekordní čas necelých 1 111 dní strávených ve vesmíru (přesně 1 110 dní, 14 hodin a 58 minut..
Další čtveřice přiletěla v lodi Crew Dragon Endeavour při misi SpaceX Crew-8 už 5. března 2024. Američtí astronauti Matthew Dominick, Michael Barratt a Jeanette Eppsová a ruský kosmonaut Alexandr Grebjonkin tak před začátkem Expedice 71 na stanici strávili celý měsíc. Posledním členem sedmičlenné posádky se pak stala americká astronautka Tracy Caldwellová Dysonová, která přiletěla 25. března s Novickým a Vasileuskou v Sojuzu MS-25 a později v něm doletí společně s Kononěnkem a Čubem.

### Výměna před zahájením Expedice 72
Střídání před další Expedicí 72 mělo původně začít v nejdříve polovině srpna 2024 příletem mise SpaceX Crew-9 s posádkou složenou z Američanů Zeny Cardmanová, Nicka Hague a Stephanie Wilsonově a Rusa Alexandra Gorbunova. Ti by v plné míře nahradili posádku SpaceX Crew-8, která by se koncem srpna nebo začátkem září 2024 vrátila na Zemi. V důsledku prodloužení návštěvní mise Boeing Crew Flight Test ale NASA obě akce – přílet Crew-9 a odlet Crew-8 – odložila za horizont Expedice 71, tedy do Expedice 72.
Přelom mezi oběma expedicemi je přitom navázán na kompletní výměnu zbylých tří členů dosavadní posádky stanice, resp. odlet tříčlenné posádky Sojuzu MS-25 – Olega Kononěnka, Nikolaje Čuba a Tracy Caldwellové Dysonové. Podle plánu 11. září 2024 přiletělo v lodi Sojuz MS-26 zaujmout jejich místa nové trio, ruští kosmonauti Alexej Ovčinin a Ivan Vagner s americkým astronautem Donaldem Pettitem. Kononěnko krátce před odletem, 22. září 2024 kolem 14:20 UTC, předal velení a s tím spojený symbolický klíč od stanice své nástupkyni Sunitě Williamsové. Zajímavostí je, že NASA ústy svého manažera Roba Naviase v září 2023 informovala, že Kononěnkovým nástupcem bude Ovčinin.
Expedice 71 skončí okamžikem odpojení trojice v Sojuzu MS-25 od stanice. Roskosmos na konci července 2024 oznámil, že se odlet uskuteční 23. září 2024, což se také toho dne v 08:36:20 UTC stalo.

### Návštěvní mise
Během Expedice 71 k ISS zavítala jedna návštěva. Po opakovaných odkladech dorazila 6. června 2024 kosmická loď Starliner při svém vůbec prvním letu s posádkou, kterou tvoří astronauti Barry Wilmore a Sunita Williamsová. Během zhruba týdenní mise Boeing Crew Flight Test měli provést při volném letu i ve spojení s ISS řadu testů nezbytných pro certifikaci lodi před jejím nasazením na řádné půlroční mise s posádkami na ISS, k nimž se společnost Boeing zavázala v programu komerčních pilotovaných letů (Commercial Crew Program). Z důvodu závady řídicích trysek při příletu byl návrat lodi i posádky na Zemi odložen nejdříve na polovinu srpna 2024. NASA kromě toho začala řešit také možnost, že by Wilmore s Williamsovou neodletěli zpět na Zemi Starlinerem, ale zůstali by na ISS na celou další Expedici 72 a k ni by se připojila pouze dvoučlenná posádka SpaceX Crew-9, s níž by se vrátili na Zemi až na jaře 2025. Aby bylo na rozhodnutí o řešení situace více času, oznámila NASA 6. srpna odklad startu SpaceX Crew-9 na „nejdříve 24. září 2024”, tedy až po skončení Expedice 71. Později NASA z bezpečnostních důvodů variantu návratu Wilmora a Williamsové na Zemi s dvoučlennou posádkou Crew-9 na jaře 2025 schválila, Starliner proto z ISS odletěl 6. září 2024 neobsazen.

### Vývoj obsazení – původní plán
Plánovaný vývoj obsazení ISS během Expedice 71 shrnuje následující tabulka:
| kosmonaut/astronaut            | loď     | 6. dubna 2024 – polovina srpna (plán)      | * 2. polovina srpna (plán) | * 1. polovina září (plán) | 11. září – 23. září (plán) |
| ------------------------------ | ------- | ------------------------------------------ | -------------------------- | ------------------------- | -------------------------- |
| Oleg Kononěnko (5)             | MS-24   | velitel ISS                                | velitel ISS                | velitel ISS               | velitel ISS                |
| Nikolaj Čub (1)                | MS-24   |                                            |                            |                           |                            |
| Tracy Caldwellová Dysonová (3) | MS-25   |                                            |                            |                           |                            |
| Matthew Dominick (1)           | Crew-8  |                                            |                            |                           |                            |
| Michael Barratt (3)            | Crew-8  |                                            |                            |                           |                            |
| Jeanette Eppsová (1)           | Crew-8  |                                            |                            |                           |                            |
| Alexandr Grebjonkin (1)        | Crew-8  |                                            |                            |                           |                            |
| * Zena Cardmanová (1)          | Crew-9  |                                            |                            |                           |                            |
| * Nick Hague (3)               | Crew-9  |                                            |                            |                           |                            |
| * Stephanie Wilsonová (4)      | Crew-9  |                                            |                            |                           |                            |
| * Alexandr Gorbunov (1)        | Crew-9  |                                            |                            |                           |                            |
| Alexej Ovčinin (3)             | MS-26   |                                            |                            |                           |                            |
| Ivan Vagner (2)                | MS-26   |                                            |                            |                           |                            |
| Donald Pettit (4)              | MS-26   |                                            |                            |                           |                            |
|                                |         |                                            |                            |                           |                            |
| Barry Wilmore (3)              | Boe-CFT | 《6. června 2024 - polovina srpna (plán)》 |                            |                           |                            |
| Sunita Williamsová (3)         | Boe-CFT | 《6. června 2024 - polovina srpna (plán)》 |                            |                           |                            |

Legenda:
《 》členové návštěvní mise Boeing Crew Flight Test

### Vývoj obsazení – skutečnost
Skutečný vývoj obsazení ISS během Expedice 71 po změnách harmonogramu letů – včetně odletu lodi Starliner na misi Boe-CFT a převedení jeho posádky do posádky Crew-9 pro Expedici 72 – shrnuje následující tabulka:
| kosmonaut/astronaut            | loď              | 6. dubna – 6. září 2024      | 6. září – 11. září | 11. září – 23. září |
| ------------------------------ | ---------------- | ---------------------------- | ------------------ | ------------------- |
| Oleg Kononěnko (5)             | MS-24            | velitel ISS                  | velitel ISS        | velitel ISS         |
| Nikolaj Čub (1)                | MS-24            |                              |                    |                     |
| Tracy Caldwellová Dysonová (3) | MS-25            |                              |                    |                     |
| Matthew Dominick (1)           | Crew-8           |                              |                    |                     |
| Michael Barratt (3)            | Crew-8           |                              |                    |                     |
| Jeanette Eppsová (1)           | Crew-8           |                              |                    |                     |
| Alexandr Grebjonkin (1)        | Crew-8           |                              |                    |                     |
| Alexej Ovčinin (3)             | MS-26            |                              |                    |                     |
| Ivan Vagner (2)                | MS-26            |                              |                    |                     |
| Donald Pettit (4)              | MS-26            |                              |                    |                     |
|                                |                  |                              |                    |                     |
| Barry Wilmore (3)              | Boe-CFT / Crew-9 | 《6. června – 6. září 2024》 |                    |                     |
| Sunita Williamsová (3)         | Boe-CFT / Crew-9 | 《6. června – 6. září 2024》 |                    |                     |

Legenda:
《 》 návštěvní mise Boeing Crew Flight Test

## Průběh expedice
Na období expedice bylo naplánováno několik výstupů do volného prostoru, z nichž byl však úspěšně dokončen jen jeden. Posádka se také jednou preventivně ukryla do svých lodí kvůli riziku srážky s kosmickým smetím. Uskutečnilo se několik plánovaných manévrů ke zvýšení dráhy ISS, která se jinak vlivem brzdění způsobovaného nepatrnými stopami atmosféry Země pomalu, ale setrvale snižuje. 
První výstup do vesmíru během Expedice 71 provedli ruští kosmonauti Oleg Kononěnko a Nikolaj Čub 25. dubna 2024. Mezi 14:57 a 19:33 UTC dokončili dříve zahájené práce na komunikačním systému syntetického radaru na modulu Nauka určeného k pozorování Země pro účely environmentálního managementu, kontroly životního prostředí a monitorování nouzových situací. Dále instalovali zařízení a experimenty zaměřené na analýzu úrovně, nejkritičtějších zón a příčin koroze na povrchu modulů stanice, a dále na testování struktury vyrobené z polymerních kompozitních materiálů s efektem tvarové paměti. Umístili také řídicí jednotku testu rychlosti usazování kontaminantů na vnějším povrchu ISS a z povrchu modulu Nauka odebrali vzorky pro testování rozvoje mikrodestrukce konstrukčních prvků. V pořadí 270. výstup do vesmíru při montáži, údržbě a modernizaci vesmírné stanice trval 4 hodiny a 36 minut. Kononěnko se mimo stanici podíval celkem po sedmé, přičemž jeho výstupy trvaly celkem 44 hodin a 30 minut, Čubovi jeho druhý výstup zvýšil celkovou délku pobytu ve volném prostoru na 12 hodin a 17 minut.
Jen o několik hodin později se odehrála také první úprava dráhy stanice během Expedice 71. Motory Progressu MS-26 na zádi stanice začaly pracovat 26. dubna 2024 v 02:35 UTC a zážehem dlouhým 6 minut a 43,2 sekundy vyvolaly impuls 0,6 m/s, který zvýšil střední výšku dráhy stanice nad zemským povrchem o 1 kilometr na 414,8 km.
Přesun kosmické lodi SpaceX Crew-8 z předního na horní port modulu Harmony se uskutečnil 2. května 2024 – odpojení v 12:57 UTC a připojení ve 13:46 UTC. Pro případ, že by se lodi nepodařilo se znovu připojit a členové posádky by zůstali na stanici bez záchranného plavidla, byla kompletní posádka během přesunu na palubě. V historii ISS šlo o celkem 28. přemístění kosmické lodi z jednoho portu na jiný, provedeno bylo kvůli uvolnění předního portu a umožnění jednoduššího příletu kosmické lodi Starliner při nadcházejícím testovacím letu s posádkou Boeing Crew Flight Test. 
Jakkoli zvýšení dráhy stanice většinou obstarávají ruské nákladní lodi Progress, 24. května 2022 se o něj postarala kosmická loď Cygnus NG-20 při připojená ke spodnímu portu modulu Unity. Zrychlení o celkem 2,26 m/s bylo rozloženo na dva zážehy motorů Cygnusu zahájené ve 14:16 UTC a 23:03 UTC, díky nimž se střední dráha ISS zvýšila ze 411,44 na 415,43 km. Šlo v řadě již o čtvrtou demonstraci možností využití lodí Cygnus pro účely úpravy dráhy, první z nich provedl 25. června 2022 Cygnus NG-17. NG-20 je také první ze Cygnusů, který zvýšil dráhu stanice více než jednou.
Oleg Kononěnko 4. června 2024 ve 21:00 UTC jako první člověk v historii překonal hranici 1000 dní kumulované délky všech svých kosmických letů. Na čele žebříčku kosmonautů a astronautů podle celkové délky pobytu ve vesmíru je ale už 4. února 2024, kdy předstihl dlouhodobého držitele rekordu v hodnotě 878 dní, 11 hodin, 29 minut a 48 sekund.
Pro Cygnus NG-20 byla naplánována ještě třetí úprava dráhy ISS. Odehrála se 8. června 2024 v 15:51 UTC, kdy 18minutový zážeh vytvořil impuls 1,08 m/s a zvýšil střední dráhu stanice z 413,68 na 415,64 km. Loď přitom spotřebovala veškeré zbývající palivo, které měla pro provádění manévrů se stanicí k dispozici.
První americký výstup do vesmíru v roce 2024 i v Expedici 71 se měl uskutečnit 13. června 2024. Tracy Caldwellová Dysonová a Matthew Dominick měli na vnějším povrchu stanice shromáždit vzorky mikroorganismů přežívajících tam v náročných podmínkách a odstranit vadnou elektronickou skříň nazývanou radiofrekvenční skupina. Více než hodinu před plánovaným zahájením ale byl výstup odvolán kvůli „problému s nepohodlím ve skafandru”, přičemž NASA neuvedla, o který ze skafandrů šlo a v čem nepohodlí spočívalo. NASA později oznámila, že další naplánované termíny výstupů 24. června a 2. července 2024 zůstávají v platnosti a při prvním z nich se astronauti zaměří na úkoly původně určené pro zrušený výstup 13. června. Na 2. července se pak přesunou úkoly naplánované původně na výstup 24. června, především odstranění a nahrazení sestavy jednoho z gyroskopů, přemístění jedné z antén a příprava na budoucí modernizace alfa-magnetického spektrometru. programová manažerka ISS Dana Weigelová 18. června 2024 na setkání s novináři řekla, že Matthew Dominick bude ve dvojici pro výstup nahrazen kolegou Michaelem Barrattem, aby nebylo nutné výstup znovu zrušit.
Již 360. úpravu dráhy ISS dostala znovu na starost nákladní loď Progress MS-26 připojená k zadnímu portu modulu Zvezda. Její motory se zapnuly 15. června 2024 v 04:40 UTC a pracovaly 23 minut a 10 sekund, čímž udělily stanci impuls 2 m/s. Díky tomu se střední výška oběžné dráhy stanice zvýšila o 3,5 km a dosáhla 418,38 km.
Ani druhý výstup do vesmíru nedopadl 24. června 2024 podle plánu. Tracy Caldwellová Dysonová a Michael Barratt se sice v pořádku oblékli do skafandrů, ale jen do chvíle, kdy v již odhermetizované přechodové komoře Quest, s otevřeným průlezem do vesmíru, své vesmírné obleky ve 12:46 UTC přepojili na vnitřní napájení a odepli je od napájecích a chladicích přívodních kabelů. V komoře se bezprostředně poté objevilo neznámé množství chladicí kapaliny z jednoho z přívodů a okamžitě se měnilo v led. Protože nebylo jasné, kolik chladiva ve skafandrech zůstalo, byl výstup okamžitě přerušen a program naplánovaný na 6,5 hodiny se neuskutečnil ani tentokrát – oběma astronautům však NASA započítala 31 minut pobytu ve vakuu, i když poklop byl otevřen od 12.44 do 12:55 UTC a astronauti přitom zůstali v modulu Quest a stanici tak ve skutečnosti neopustili ani na chvíli. Později bylo oznámeno, že další výstup a současně třetí pokus o splnění naplánovaného programu se odehraje nejdříve koncem července 2024, což dovoluje, aby posádka a pozemní tým podrobně porozuměli příčinám problému se skafandrem. V první červencový den NASA potvrdila, že výstup je naplánován na 29. července, ale o dva týdny později oznámila, že všechny výstupy z ISS odkládá, než se příčiny úniku vody definitivně vyjasní.
Všech 9 členů posádky stanice se 27. června 2024 kolem 01:00 UTC a zhruba na hodinu uchýlilo do svých kosmických lodí při preventivním opatření na ochranu před hrozícím kontaktem ISS s tříští ze starší ruské družice Resurs-P1, z níž se nedlouho předtím na oběžné dráze z nejasného důvodu uvolnilo více než 100 sledovatelných kusů, z nichž některé mohly stanici ohrozit a donutit tak posádky okamžitě odletět a přistát na Zemi. Všechny posádky i lodě – včetně Starlineru – situaci v pořádku zvládly a opatření bylo asi po hodině ukončeno, když rizika pominula. Družice od startu 25. června 2013 do prosince 2021 zajišťovala dálkový průzkum Země pro různé účely od obrany přes nouzové monitorování až po zemědělství.
Motory Progressu MS-26 se k dalšímu plánovanému zvýšení dráhy stanice zapálily nezvykle brzy, již dva týdny po předchozí úpravě, 29. června 2024 ve 22:39 UTC. Pracovaly 8 minut a 56 sekund a vytvořeným impulsem 0,78 m/s zvýšily střední výšku oběžné dráhy stanice o 1,36 km na 418,25 km. Nákladní loď znovu spustila své motory v poslední červencový den v 09:51 UTC. Během 20 minut a 33,3 sekundy impulsem 1,78 m/s zvýšily střední výšku dráhy stanice o 3,1 km na 418,1 km.
Další zvýšení dráhy provedla po svém příletu ke stanici kosmická loď Cygnus NG-21. Své motory zapálila 22. srpna 2024 v 17:21 UTC, a to na 19 minut. Stanice díky tomu získala impuls 1,1 metru za sekundu a zvýšila střední výšku své dráhy nad Zemi na 418,4 km. Také Progress MS-28 se po svém příletu zapojil do nebytného udržování dráhy ISS na obvyklé letové hladině mezi 400 a 420 km nad Zemí a 28. srpna v 01:46 spustil své motory na 17 minut a 55 sekund. To stanici udělilo impuls 1,95 km/s a zvýšilo střední výšku její dráhy nad Zemí o 3,4 km na 419,41 km. Další obdobný manévr odborníci naplánovali na 5. září 2024 – Progress MS-28 spustil své motory v 19:45 UTC, aby za 13 minut a 2 sekundy vytvořily impuls 1,42 m/s a zvýšila tak střední výška oběžné dráhy stanice o 2,48 km na 420,69 km.

## Připojené osobní a nákladní lodi, obsazení portů

### Porty ISS
ISS měla na začátku Expedice 70 celkem 12 portů umožňujících připojení jiného kosmického tělesa (kosmické lodě, případně dalšího modulu):
- přední port modulu Harmony (Harmony forward) – port na přídi stanice mířící ve směru letu

- horní port modulu Harmony (Harmony zenith) – port mířící směrem od Země

- spodní modulu Harmony (Harmony nadir) – port mířící směrem k Zemi

- spodní port modulu Unity (Unity nadir)

- spodní port Rassvet (Rassvet nadir)

- přední port modulu Pričal (Pričal forward)

- zadní port modulu Pričal (Pričal aft)

- pravý port modulu Pričal (Pričal starboard)

- levý port modulu Pričal (Pričal port)

- spodní port modulu Pričal (Pričal nadir)

- horní port modulu Poisk (Poisk nadir)

- zadní port modulu Zvezda (Zvezda aft) – port na zádi stanice mířící proti směru letu

První čtyři uvedené porty modulu Pričal prozatím nejsou určeny k běžnému provozu.

### Připojené kosmické lodi
Při zahájení Expedice 71 byly k ISS připojeny 2 osobní kosmické lodi (SpaceX Crew-8 a Sojuz MS-25) a 4 lodi nákladní (Progress MS-25, Progress MS-26, SpaceX CRS-30 a Cygnus NG-20). Během jejího trvání se kromě již zmíněných misí Boeing Crew Flight Test a Sojuz MS-26 připojily také 3 nákladní lodě – Progress MS-27 (v červnu 2024), Cygnus NG-21 a Progress MS-28 (obě v srpnu 2024). 
| port |        | Harmony forward | Harmony zenith   | Harmony nadir | Unity nadir  | Rassvet nadir | Poisk zenith   | Pričal nadir | Zvezda aft     |
| --- | ------ | --------------- | ---------------- | ------------- | ------------ | ------------- | -------------- | ------------ | -------------- |
| | (stav) | SpaceX Crew-8   | SpaceX CRS-30    |               | Cygnus NG-20 | Sojuz MS-24   | Progress MS-25 | Sojuz MS-25  | Progress MS-26 |
| 6. dubna 2024                                                                                             | odlet  |                 |                  |               |              | Sojuz MS-24   |                |              |                |
| Konec Expedice 70 a začátek Expedice 71 – 6. dubna 2024 v 03:53:58 UTC (odpojení Sojuzu MS-24 od stanice) |        |                 |                  |               |              |               |                |              |                |
| 30. dubna 2024                                                                                            | odlet  |                 | SpaceX CRS-30    |               |              |               |                |              |                |
| | (stav) |                 |                  |               |              |               |                |              |                |
| 2. května 2024                                                                                            | přesun | SpaceX Crew-8-> | -> SpaceX Crew-8 |               |              |               |                |              |                |
| | stav   |                 |                  |               |              |               |                |              |                |
| 28. května 2024                                                                                           | odlet  |                 |                  |               |              |               | Progress MS-25 |              |                |
| | stav   |                 |                  |               |              |               |                |              |                |
| 1. června 2024                                                                                            | přílet |                 |                  |               |              |               | Progress MS-27 |              |                |
| 6. června 2024                                                                                            | přílet | Boeing CFT      |                  |               |              |               |                |              |                |
| 12. července 2024                                                                                         | odlet  |                 |                  |               | Cygnus NG-20 |               |                |              |                |
| | (stav) |                 |                  |               |              |               |                |              |                |
| 6. srpna 2024                                                                                             | přílet |                 |                  |               | Cygnus NG-21 |               |                |              |                |
| 13. srpna 2024                                                                                            | odlet  |                 |                  |               |              |               |                |              | Progress MS-26 |
| | (stav) |                 |                  |               |              |               |                |              |                |
| 17. srpna 2024                                                                                            | přílet |                 |                  |               |              |               |                |              | Progress MS-28 |
| 6. září 2024                                                                                              | odlet  | Boeing CFT      |                  |               |              |               |                |              |                |
| | (stav) |                 |                  |               |              |               |                |              |                |
| 11. září 2024                                                                                             | přílet |                 |                  |               |              | Sojuz MS-26   |                |              |                |
| 23. září 2024                                                                                             | odlet  |                 |                  |               |              |               |                | Sojuz MS-25  |                |
| Konec Expedice 71 a začátek Expedice 72 – 23. září 2024 v 08:36:20 UTC (odpojení Sojuzu MS-25 od stanice) |        |                 |                  |               |              |               |                |              |                |
| | (stav) |                 | SpaceX Crew-8    |               | Cygnus NG-21 | Sojuz MS-26   | Progress MS-27 |              | Progress MS-28 |

Legenda:
← nebo → označuje směr přesunu lodi k jinému portu
kurzívou jsou uvedeny plánované události;
akce v řádcích označených hvězdičkou (*) budou po změně termínu startu SpaceX Crew-9 přesunuty do Expedice 72